# Робота виходу
Робо́та ви́ходу — найменша кількість енергії, яку необхідно надати електрону для того, щоб вивести його з твердого тіла у вакуум. Робота виходу є характеристикою речовини.
Робота виходу дорівнює різниці значень енергій рівня вакууму {\displaystyle E_{vac}} і рівня Фермі {\displaystyle E_{F}}, тобто мінімальна енергія, яку необхідно надати електрону для його «безпосереднього» видалення з обсягу твердого тіла, зазвичай металу або напівпровідника:
{\displaystyle \phi =E_{vac}-E_{F}.}
Тут «безпосередність» означає те, що електрон видаляється з твердого тіла через дану поверхню і переміщається в точку, яка розташована достатньо далеко від поверхні за атомними масштабами, щоб електрон пройшов весь подвійний шар, але достатньо близько, порівняно з розмірами макроскопічних граней кристала.
Як і будь-яку іншу енергетичну характеристику роботу виходу можна вимірювати в джоулях, але на практиці здебільшого її вимірюють в електронвольтах (еВ).
Типові величини роботи виходу лежать у діапазоні 3-5 еВ.
Можливі позначення: {\displaystyle \phi ,} {\displaystyle W,} {\displaystyle \Phi } тощо.

## Суть явища
Від'ємно заряджені електрони притягаються до додатно заряджених ядер атомів. У твердих тілах, зокрема металах, частина електронів відносно вільна — не зв'язана із конкретними атомами. Проте ці електрони зв'язані із загальною структурою металу. Для виходу за межі твердого тіла електрон повинен подолати силу притягання додатно зарядженої кристалічної ґратки. Тому для виходу з твердого тіла електрон повинен мати певну характерну для даного твердого тіла енергію. Цю енергію він може набути різними способами: випадково внаслідок теплового руху (термоелектронна емісія, поглинаючи квант світла (фотоефект), в зовнішньому електричному полі. Величина цієї мінімально необхідної енергії отримала назву роботи виходу.
Робота виходу є важливою характеристикою металів, яка визначає, чи може такий метал бути гарним електродом. Лужні метали мають найменші роботи виходу, проте їхнє використання обмежене низькою стійкістю щодо корозії.

## Визначення та коментар
Роботу виходу {\displaystyle \phi } знаходять як {\displaystyle E_{vac}-E_{F},} де енергія рівня вакууму береться на невеликій відстані від місця виходу електрона зі зразка, хоча й значно більшій, ніж стала кристалічної ґратки.
При віддаленні електрона від поверхні його взаємодія з зарядами, що залишаються всередині твердого тіла, призводить до індукування поверхневих зарядів (у електростатиці для розрахунку взаємодії застосовують «метод зображення заряду»). Віддалення електрона на нескінченність відбувається в полі індукованого поверхневого заряду на що потрібна додаткова робота, яка залежить від діелектричної проникності речовини, геометрії зразка і властивостей усіх його поверхонь.
При знаходженні величини {\displaystyle \phi } віддалення від конкретної грані вважається невеликим, і ця додаткова робота не враховується. {\displaystyle \phi } виявляється різною для різних кристалографічних площин поверхні речовини. На відміну від {\displaystyle \phi ,} робота з переміщення електрона далі в нескінченність не залежить від того, через яку площину видалено електрон, зважаючи потенціальність електростатичного поля.

## Робота виходу у фотоефекті
Робота виходу в зовнішньому фотоефекті — мінімальна енергія фотонів, необхідна для видалення електрона з речовини під дією світла при {\displaystyle T=0~{\text{K}}}.

## Робота виходу з різних металів
Одиницею вимірювання роботи в SI є джоуль, але у фізиці твердого тіла прийнято використовувати електронвольт (еВ). Діапазони зміни роботи виходу для типових кристалографічних площин наведено в таблиці:
| Елемент | еВ          | Елемент | еВ          | Елемент | еВ          | Елемент | еВ          | Елемент | еВ          |
| ------- | ----------- | ------- | ----------- | ------- | ----------- | ------- | ----------- | ------- | ----------- |
| Ag:     | 4,52 — 4,74 | Al:     | 4,06 — 4,26 | As:     | 3,75        | Au:     | 5,1 — 5,47  | B:      | ~4,45       |
| Ba:     | 2,52 — 2,7  | Be:     | 4,98        | Bi:     | 4,31        | C:      | ~5          | Ca:     | 2,87        |
| Cd:     | 4,08        | Ce:     | 2,9         | Co:     | 5           | Cr:     | 4,5         | Cs:     | 2,14        |
| Cu:     | 4,53 — 5,10 | Eu:     | 2,5         | Fe:     | 4,67 — 4,81 | Ga:     | 4,32        | Gd:     | 2,90        |
| Hf:     | 3,9         | Hg:     | 4,475       | In:     | 4,09        | Ir:     | 5,00 — 5,67 | K:      | 2,29        |
| La:     | 3,5         | Li:     | 2,93        | Lu:     | ~3,3        | Mg:     | 3,66        | Mn:     | 4,1         |
| Mo:     | 4,36 — 4,95 | Na:     | 2,36        | Nb:     | 3,95 — 4,87 | Nd:     | 3,2         | Ni:     | 5,04 — 5,35 |
| Os:     | 5,93        | Pb:     | 4,25        | Pd:     | 5,22 — 5,6  | Pt:     | 5,12 — 5,93 | Rb:     | 2,261       |
| Re:     | 4,72        | Rh:     | 4,98        | Ru:     | 4,71        | Sb:     | 4,55 — 4,7  | Sc:     | 3,5         |
| Se:     | 5,9         | Si:     | 4,60 — 4,85 | Sm:     | 2,7         | Sn:     | 4,42        | Sr:     | ~2,59       |
| Ta:     | 4,00 — 4,80 | Tb:     | 3,00        | Te:     | 4,95        | Th:     | 3,4         | Ti:     | 4,33        |
| Tl:     | ~3,84       | U:      | 3,63 — 3,90 | V:      | 4,3         | W:      | 4,32 — 5,22 | Y:      | 3,1         |
| Yb:     | 2,60        | Zn:     | 3,63 — 4,9  | Zr:     | 4,05        |         |             |         |             |

## Робота виходу для напівпровідника

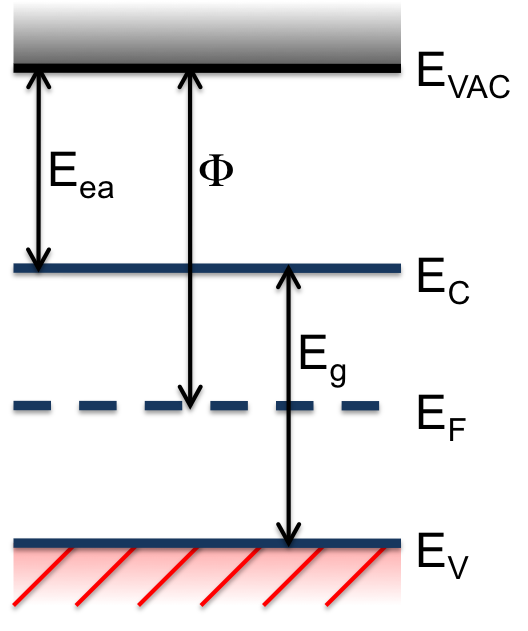
Зонна діаграма напівпровідника

Для напівпровідників робота виходу визначається так само, як і для металів (і дані для деяких власних напівпровідників включено в таблицю).
На практиці напівпровідник зазвичай легований і величина {\displaystyle \Phi } залежить від типу і концентрації легувальних домішок. Рівень {\displaystyle E_{F}} за сильного легування донорами міститься біля краю зони провідності {\displaystyle E_{c}}, а за сильного легування акцепторами — поблизу краю валентної зони {\displaystyle E_{v}} (відповідно, варіації {\displaystyle \Phi } становлять близько ширини забороненої зони {\displaystyle E_{g}}).
Універсальнішою величиною, замість {\displaystyle \Phi ,} для напівпровідників є енергія спорідненості до електрона, рівна {\displaystyle E_{ea}=E_{vac}-E_{c}.} Наприклад, для кремнію спорідненість становить 4,05 еВ, а робота виходу приблизно від 4,0 до 5,2 еВ (для власного матеріалу близько 4,6 еВ).